# Catherine Parks
Catherine LaBelle Parks (* 10. Dezember 1956 in Orlando, Florida) ist eine US-amerikanische Fernseh- und Filmschauspielerin.

## Leben
Die in Orlando geborene Parks wuchs in Tampa auf und studierte später Theaterwissenschaften an der University of South Florida. In ihrer Heimat Florida nahm sie an verschiedenen Schönheitswettbewerben teil und gewann 1978 sowohl den regionalen Titel Miss Hillsborough County als auch den staatlichen Titel Miss Florida. Anschließend war sie die Kandidatin des Bundesstaates Florida beim nationalen Wettbewerb für den Titel Miss America 1978 und schaffte es dort bis ins Finale, wo sie jedoch letztendlich gegen Susan Perkins (Ohio) unterlag.
Als Schauspielerin hatte Parks 1981 ihre erste Rolle in einer Folge der Serie Behind the Screen. Im selben Jahr verkörperte Parks zudem auch ihre erste Filmrolle in Kein Mord von der Stange, wodurch sie ihre Mitgliedschaft bei der Screen Actors Guild erlangen konnte. In den folgenden Jahren absolvierte sie diverse Gastauftritte in Fernsehserien wie Love Boat, Herzbube mit zwei Damen, Mike Hammer, Street Hawk und Hunter. Im Filmbereich sind vor allem ihre Rollen in den Filmen Und wieder ist Freitag der 13. (1982) und Immer Ärger mit Bernie (1989) zu nennen. 
2005 zog Parks, die lange Zeit in Los Angeles gelebt hatte, zurück in ihre alte Heimat Florida.

## Filmografie
- 1981: Behind the Screen (Serie, 1 Episode)
- 1981: Kein Mord von der Stange (Looker)
- 1982: Zeit der Sehnsucht (Days of Our Lives, Serie, 1 Episode)
- 1982: Love Boat (Serie, 1 Episode)
- 1982: Und wieder ist Freitag der 13. (Friday the 13th Again Part 3)
- 1982: Herzbube mit zwei Damen (Three’s Company, Serie, 1 Episode)
- 1983: Zorro and Son (Serie, 3 Episoden)
- 1983: Trauma Center (Serie, 1 Episode)
- 1984: Mike Hammer (Mickey Spillane’s Mike Hammer, Serie, 1 Episode)
- 1985: Street Hawk (Serie, 1 Episode)
- 1986: Geschichten aus der Schattenwelt (Tales from the Darkside, Serie, 1 Episode)
- 1989: Immer Ärger mit Bernie (Weekend at Bernie’s)
- 1989: Hunter (Serie, 1 Episode)
- 1989: Zurück in die Vergangenheit (Quantum Leap, Serie, 1 Episode)
- 1989: Harrys Nest (Empty Nest, Serie, 1 Episode)
- 1990: Capital News (Serie, 2 Episoden)
- 1991: The Man in the Family (Serie, 1 Episode)
- 1993: Zwei Asse im Schnee (Aspen Extreme)
- 1993: Die dunkle Macht der Leidenschaft (Body of Influence)
- 2019: Cool as Hell 2